# Musca autumnalis
La mosca de otoño (Musca autumnalis) es una plaga del ganado vacuno y de los caballos.

## Descripción
La Musca autumnalis es similar y mantiene una estrecha relación con la mosca doméstica (Musca domestica). Ligeramente más grande, con una media de 7 a 8 mm de longitud, de color gris con cuatro franjas oscuras en el tórax y el abdomen con un patrón de color gris-negro. Igual que muchas moscas, en los machos, los ojos casi se tocan vistos desde arriba.

## Distribución

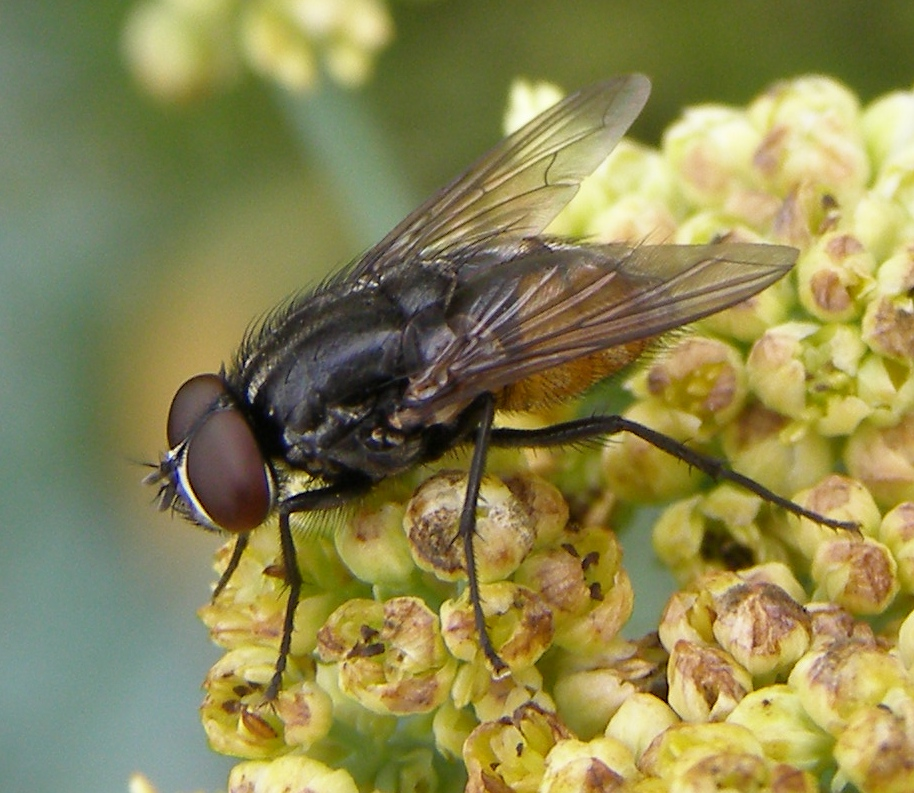
Musca autumnalis macho

La Musca autumnalis se ha extendido por la mayor parte de Europa, Asia Central, también al norte de la India, Pakistán, China, y algunas partes norteñas de África
Fue introducida en Norteamérica alrededor de la década de 1940, y actualmente se ha extendido por el sur del Canadá hasta las partes más templadas de los Estados Unidos. También ha acabado por introducirse en Santa Helena al sur del Océano Atlántico.

## Ciclo de vida
Las moscas adultas surgen tras la hibernación hacia principios de marzo o de abril. Durante el día, se alimentan del rezumado del estiércol y de los azúcares de las plantas. En el ganado y los caballos, se alimentan de las secreciones de alrededor de los ojos, la boca y narinas. Las moscas adultas también se alimentan de la sangre de los anfitriones a través de heridas, como por ejemplo picadas del tabarro o tábano . Al sistema principal, una mayor proporción de moscas suelen ser hembras, puesto que tienen una mayor necesidad de la proteína proporcionada por animales huéspedes. Por la noche, los dos sexos descansan sobre la vegetación.
Las hembras depositan los huevos en estiércol fresco de vaca, y estos eclosionan en cuestión de horas después de la deposición. Los gusanos, de color blanco amarillento, se alimentan de la flora y fauna microbianas del estiércol y pasan a través de tres etapas larvales (estadios), creciendo hasta aproximadamente 12 mm de largo, entonces se desarrollan en pupas blancas. Emergen como adultos de 10 a 20 días después de que se hayan posado los huevos, dependiendo de la temperatura.

## Como vector de dolencia
La Musca autumnalis es considerada una especie plaga, ya que transmite la Thelazia rhodesi al ganado y caballos, y la keratoconjuntivitis contagiosa vacuna, al ganado.